# Вентспилс
Вентспилс (лет. Ventspils, рус. Вентспилс, пољ. Windawa) град је у Летонији, смештен у западном делу државе. Град чини и самосталну градску општину.

## Географија
Вентспилс је смештен на западу Летоније. Главни град Летоније, Рига налази се 185 километара северозападно од Вентспилса.
Рељеф: Вентспилс се налази у историјској покрајини Курландији. Град се образовао на ушћу реке Венте у Балтичко море. Град се налази у равничарском подручју, на 5-8 метра надморске висине.
Клима: У Вентспилсу влада континентална клима.
Воде: Град Вентспилс се образовао на ушћу реке Венте у Балтичко море. Као лука на Балтику град је важан, јер се зими не леди. Река Вента је граду дала назив (Вентспилс = трвђава на Венти). Река дели град старији, јужни и северни, новији део.

## Становништво
Са приближно 44 хиљаде становника Јелгава је пети град по величини у Летонији. Међутим, од времена независности (1991. година) број становника је осетно опао (1989. - преко 50 хиљада ст.). Разлога за ово је неколико - исељавање Руса и другим „совјетских“ народа у матице, одлазак младих у иностраство или Ригу због безперспективности и незапослености, негативан прираштај.
Етнички састав: Матични Летонци чине нешто више од половине градског становништва. Национални састав је следећи:
- Летонци: 55%
- Руси: 30%
- остали: 15%

## Историја
Подручје Вентспилса било је насељено још у време праисторије. Данашње насеље под немачким називом Виндау основали су немачки витезови тевтонци, а 1314. године оно је добило градска права. 1617. године град је прикључен Државној заједници Пољске и Литваније. 1711. године град заузима Руско царство и мења назив у Вентспилс. У 19. веку град доживљава привредни процврат.
Године 1920. Вентспилс је прикључен новооснованој Летонији. 1940. године прикључен је Совјетском Савезу, али је ускоро пао у руке Трећег рајха (1941-44.). После рата град је био у саставу Летонске ССР, да би се поновним успостављањем летонске независности 1991. године Вентспилс нашао у границама Летоније.

## Знаменитости
Вентспилс је познат по старој тврђави, чији најстарији део датира из времена владавине Тевтонаца.

## Партнерски градови
- Вестервик
- Штралзунд
- Лорјан
- Västervik Municipality

## Галерија
- Детаљ из градског језгра
- Лутеранска Црква св. Николе
- Градска аутобуска станица
- Савремено здање градског читалишта